# Marcel Wacheux
Marcel Wacheux, né le 28 mai 1930 à Bruay-en-Artois et mort le 19 septembre 2008 à Bruay-la-Buissière, est un homme politique français.

## Biographie
Exerçant le métier d'enseignant, Marcel Wacheux est conseiller municipal de Bruay-en-Artois de 1959 à 1965, puis maire de 1965 à 1987. De 1987 à 1989, il est maire de Bruay-la-Buissière, nouvelle commune issue de la fusion entre Bruay-en-Artois et Labuissière. Il reste conseiller municipal jusqu'en 1998. Son fils Alain Wacheux est le maire de la commune de décembre 1999 jusqu'au 2 juillet 2017 date à laquelle il démissionne .
Sur le plan national, il est élu à l'Assemblée nationale en 1981 sous les couleurs du Parti Socialiste. Réélu en 1986 et en 1988, il cède son siège à l'issue des élections législatives de 1993.
Son fils Alain a été maire de Bruay-la-Buissière jusqu'au 2 juillet 2017 et est président de la Communauté d'agglomération de l'Artois.